# 336. Infanterie-Division (Wehrmacht)
Die 336. Infanterie-Division war ein militärischer Großverband der deutschen Wehrmacht, der im Dezember 1940 in Bielefeld aus dem Wehrkreis VI (Westfalen, Hannover und Rheinprovinz) aufgestellt wurde und bis Mai 1944 aktiv war.

## Geschichte

### Aufstellung
Die 336. Infanterie-Division war eine Division der 14. Aufstellungswelle, die in Bielefeld im Wehrkreis VI aufgestellt wurde. 

### Westfront
Nach der Ausbildung erfolgte eine Verwendung in Frankreich und Belgien mit Besatzungs- und Sicherungsaufgaben. 

### Ostfront
Im Mai 1942 wurde die Division an die Ostfront verlegt. Im Juni 1942 gehörte die Division zur 6. Armee der Heeresgruppe B und kämpfte an wechselnden Schauplätzen wie Charkow, Rossosch und am Tschir, außerdem war sie in zahlreiche Gefechte am Donbogen verwickelt. Für die Operation Hubertus wurden die Sturmpioniere des PiBtl. 336 aus der 336. Infanterie-Division abgezogen und in den Stalingrader Industriekomplexen eingesetzt, wo sie größtenteils vernichtet wurden.
Von Januar bis April 1943 war die Division im Donezgebiet und an der Miusstellung eingesetzt. Nachdem sie bis Oktober 1943 im Raum Melitopol aktiv gewesen war, wurde sie im Herbst mit der 17. Armee auf die Krim verlegt. Im November 1943 wurde die Division mit Personal der aufgelösten 15. Luftwaffen-Felddivision verstärkt. 
Auf der Krim wurde die 336. Infanterie-Division am Sywasch-Brückenkopf eingesetzt. Am 9. April 1944 gelangte beim rechten Nachbarabschnitt, dort wurde die 10. leichte rumänische Division eingesetzt, ein sowjetischer Durchbruch. Links von der 336. Infanterie-Division wurde die 50. Infanterie-Division eingesetzt. Aufgrund des massiven Durchbruchs auf der rechten Seite, mussten sich die Truppen nach Sewastopol absetzen. Am 14. April 1944 wurde diese Absetzbewegung beendet und die Truppen standen in und um Sewastopol. Die personellen Verlusten beim Absetzen waren gering, jedoch musste ein großer Teil der Ausrüstung und schweren Waffen gesprengt und zurückgelassen werden.
Am 20. April 1944 erging ein Führerbefehl, wonach die Festung Sewastopol so lange wie möglich zu halten sei. Da die sowjetischen Truppen in Sachen Mensch und Material überlegen waren, mussten sich die deutschen Truppen immer weiter zurückziehen und Stellungen aufgeben. In der Nacht vom 7. auf den 8. Mai 1944 begannen die deutschen Truppen mit der Räumung der Stadt und versuchten, über den Seeweg zu entkommen. Allerdings konnte ein Abtransport nicht gewährleistet werden, da ein Großteil der Evakuierungsfähren bereits bei der Anfahrt versenkt wurden.
Im Armeetagesbefehl Nr. 8 des AOK 17, Abteilung IIb, Aktenzeichen 13 z vom 31. Mai 1944 steht:

„Und wenn ich an die letzten Verteidiger von Sewastopol denke, die die Chersonnes-Stellung befehlsmäßig gehalten und in einer wirklich einzigartigen Absetzbewegung, dabei viele Artilleristen, in völliger Ordnung totz des feindlichen Feuers auf die befohlenen und verabredeten Schiffsanlegeplätze abmarschiert sind, dort aber nicht die versprochenen Schiffe der Kriegsmarine vorfanden, sondern erschlagen wurden oder in Gefangenschaft gerieten...“

Wenige Überlebende konnten von der Krim evakuiert werden und bildeten später einen Teil des Personals des neu aufgestellten Grenadier-Regiments 685, welches der 294. Infanterie-Division unterstellt wurde.

## Personen
| Dienstzeit                         | Dienstgrad             | Name                  |
| ---------------------------------- | ---------------------- | --------------------- |
| 15. Dezember 1940 bis 1. März 1942 | Generalleutnant        | Johann Joachim Stever |
| 1. März 1942 bis 1. Juli 1943      | General der Artillerie | Walther Lucht         |
| 1. Juli bis 31. Dezember 1943      | Generalmajor           | Wilhelm Kunze         |
| 1. Januar 1944 bis 31. Mai 1944    | Generalleutnant        | Wolf Hagemann         |

| Dienstzeit                           | Dienstgrad     | Name                |
| ------------------------------------ | -------------- | ------------------- |
| Dezember 1940 bis August 1941        | Major          | Erich von Michaelis |
| August 1941 bis 1942                 | Oberstleutnant | Georg König         |
| 22. April 1942 bis 25. Februar 1943  | Oberst         | Rolf Wiese          |
| 25. Februar 1943 bis 20. Januar 1944 | Oberstleutnant | Wilhelm Hofmann     |

## Gliederung
| 1940                                                   | 1942 | 1943–1944 |
| Infanterie-Regiment 685                                | Grenadier-Regiment 685 (Oberleutnant Fehlandt, Hans) (Major Rusch, Erich (I. Bataillon))                      | Grenadier-Regiment 685 (Oberleutnant Fehlandt, Hans) (Major Rusch, Erich (I. Bataillon))                      |
| Infanterie-Regiment 686                                | Grenadier-Regiment 686 (Major von Lücken, Theodor (I. Bataillon))                                             | Grenadier-Regiment 686 (Major von Lücken, Theodor (I. Bataillon))                                             |
| Infanterie-Regiment 687                                | Grenadier-Regiment 687 (Oberstleutnant von der Dammerau-Dambrowski) (Major Meinhold, Wolfgang (I. Bataillon)) | Grenadier-Regiment 687 (Oberstleutnant von der Dammerau-Dambrowski) (Major Meinhold, Wolfgang (I. Bataillon)) |
| –                                                      | – | Füsilier-Bataillon 336 (Leutnant Köhler, Gustav)                                                              |
| –                                                      | – | Feld-Ausbildungs-Bataillon 336                                                                                |
| Artillerie-Regiment 336                                | Artillerie-Regiment 336 (Hauptmann Hecht, Gerhard (I. Batterie))                                              | Artillerie-Regiment 336 (Hauptmann Hecht, Gerhard (I. Batterie))                                              |
| Panzerjäger-Abteilung 336 (Major Behnke, Otto)         | | |
| Pionier-Bataillon 336 (Major Franke, Ferdinand)        | | |
| Nachrichten-Kompanie 336                               | Nachrichten-Abteilung 336 (Major Niehoff, Herbert)                                                            | Nachrichten-Abteilung 336 (Major Niehoff, Herbert)                                                            |
| Versorgungseinheiten 336 (Oberstleutnant Stobbe, Karl) | | |